# Marianne Sägebrecht
Marianne Sägebrecht (n. Starnberg; 27 de agosto de 1945) actriz alemana conocida por sus papeles en Sugarbaby (Zuckerbaby), Bagdad Café y La guerra de los Rose.
Comenzó a actuar en teatros alternativos alemanes después de haber trabajado como asistente de laboratorio y ayudante periodística. 

## Filmografía
- Großglocknerliebe (2003) - Anneliese
- Astérix y Obélix contra César (1999) - Bonnemine (Gutemine)
- Spanish Fly (1998) - Rosa
- Nunca te vayas sin decir te quiero (1998) - Chaya's Mother
- Soleil (1997) - Tata Jeannette
- Lorenz im Land der Lügner (1997) - Tante Martha
- Johnny (1997)
- Der Unhold (1996) - Mrs. Netta
- All Men are Mortal (1995) - Annie
- Beauville (1995)
- Erotique (1994) - Hilde (segment "Taboo Parlor")
- Mona Must Die (1994) - Mona von Snead
- Mr. Bluesman (1993) - Emma
- Dust Devil (1992) - Dr. Leidzinger
- La Vida láctea (1992) - Aloha
- Martha et moi (1991) - Martha
- La guerra de los Rose (1989) - Susan
- Rosalie Goes Shopping (1989) - Rosalie Greenspace
- Moon Over Parador (1988) - Magda
- Bagdad Café ("Out of Rosenheim") ( (1987) - Jasmin
- Crazy Boys (1987) - Frl. Hermann
- Zuckerbaby ("Sugarbaby") (1985) - Marianne
- Ein irres Feeling (1984) - Alfa's Mother
- Im Himmel ist die Hölle los (1984) - Journalist
- Die Schaukel (1983) - Tandlerin

## Premios y distinciones
Festival Internacional de Cine de Venecia
| Año  | Categoría                  | Película   | Resultado |
| ---- | -------------------------- | ---------- | --------- |
| 1990 | Golden Ciak - Mejor actriz | Marta y yo | Ganadora  |